# Municipio de Kolbuszowa
El municipio de Kolbuszowa es un municipio urbano-rural de Polonia, ubicado en el distrito homónimo del voivodato de Subcarpacia. Su capital y única ciudad es Kolbuszowa, que también es la capital distrital. En 2006 tenía una población de 24 486 habitantes.
El municipio incluye, además de la ciudad de Kolbuszowa, los pueblos de Brzezówka, Bukowiec, Domatków, Huta Przedborska, Kłapówka, Kolbuszowa Dolna, Kolbuszowa Górna, Kupno, Nowa Wieś, Poręby Kupieńskie, Przedbórz, Świerczów, Werynia, Widełka y Zarębki.
Limita con los municipios de Cmolas, Dzikowiec, Głogów Małopolski, Niwiska, Raniżów, Sędziszów Małopolski y Świlcza. 